# Новинка (Выборгский район)
Новинка (до 1948 — Расалахти, Мялкки, фин. Rasalahti, Mälkki) — посёлок  в Селезнёвском сельском поселении Выборгского района Ленинградской области.

## Название
Согласно постановлению общего собрания колхозников колхоза «Новая жизнь» зимой 1948 года селение Мялкки было переименовано в деревню Новинка. 
Переименование было закреплено указом Президиума ВС РСФСР от 13 января 1949 года.

## История

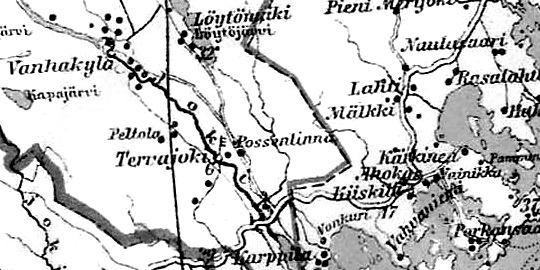
Деревни Мялкки и Расалахти на финской карте 1923 года

В 1937 году в деревне Расалахти проживали 92 человека. В деревне было 315 га леса, 125 га поля и 20 га лугов, действовал молочный кооператив «Расалахти».
До 1939 года деревни Расалахти и Мялкки входили в состав Выборгского сельского округа Выборгской губернии Финляндской республики.
С 1 января 1940 года по 31 октября 1944 года — в составе Карело-Финской ССР.
С 1 июля 1941 года по 31 мая 1944 года — финская оккупация. 
С 1 ноября 1944 года в составе Тервайокского сельсовета Выборгского района.
С 1 октября 1948 года в составе Большепольского сельсовета.
С 1 января 1949 года учитывается административными данными как деревня Новинка. 
В 1952 году население деревни составляло 161 человек. В 1955 году население деревни составляло 10 человек.
Согласно административным данным 1966, 1973 и 1990 годов посёлок Новинка входил в состав Большепольского сельсовета.
В 1997 году в посёлке Новинка Большепольской волости проживали 262 человека, в 2002 году — 245 человек (русские —76 %).
В 2007 году в посёлке Новинка Селезнёвского СП проживали 290 человек, в 2010 году — 409 человек.

## География
Посёлок находится в западной части района на автодороге А181 (часть E 18) «Скандинавия» (Санкт-Петербург — Выборг — граница с Финляндией).
Расстояние до административного центра поселения — 6 км. 
Расстояние до ближайшей железнодорожной станции Пригородная — 8 км.

## Демография
| 2007 | 2010 | 2017 | 2021 |
| ---- | ---- | ---- | ---- |
| 290  | ↗409 | ↘244 | ↗249 |